# Щоми
Щоми — село в Україні, в Охтирському районі Сумської області. Населення становить 276 осіб. Входить до складу Комишанської сільської громади.
Село внесено до переліку населених пунктів, які потрібно перейменувати згідно із законом «Про засудження комуністичного та націонал-соціалістичного (нацистського) тоталітарних режимів в Україні та заборону пропаганди їхньої символіки».
До села належали ряд хуторів, зокрема, хутір Козачий Яр (Яр здоровців), Кладьківка.

## Географія
Село Щоми знаходиться між річками Ташань і Грунь. На відстані 1 км розташовані села Качанівка і Неплатине. На відстані 3 км розташоване селище Чупахівка. 
До села примикають невеликі лісові масиви.

## Історія
12 червня 2020 року, відповідно до розпорядження Кабінету Міністрів України № 723-р «Про визначення адміністративних центрів та затвердження територій територіальних громад Сумської області», село увійшло до складу Комишанської сільської громади.
19 липня 2020 року, в результаті адміністративно-територіальної реформи та ліквідації Охтирського району(1923-2020), село увійшло до складу новоутвореного Охтирського району.

## Культура
Традиція приготування сушки з фруктів у селах Охтирщини є об'єктом нематеріальної культурної спадщини України.